# Maria Jansson
Maria Jansson, född 1968, är en svensk statsvetare, genusvetare och professor vid Örebro universitet. Hon var styrelseledamot i Feministiskt initiativ vid lanseringen 4 april 2005. Hon har bland annat forskat om moderskap, kvinnors villkor i den svenska filmindustrin, kvinnors villkor i akademin samt om FN:s säkerhetsråds resolution 1325.